# Gyíkhalfélék
A gyíkhalfélék (Synodontidae) a csontos halak (Osteichthyes) főosztályának sugarasúszójú halak (Actinopterygii) osztályába, ezen belül az Aulopiformes rendjébe tartozó család.
A gyíkhalfélék családjába 3 élő nem és 70 élő faj tartozik; ezek mellé egy monotipikus fosszilis halnemet is besoroltak.

## Rendszerezésük
A családba az alábbi 2 alcsalád 4 halnem tartozik:
- Harpadontinae
  - Harpadon Lesueur, 1825 - 5 faj
  - Saurida Valenciennes, 1850 - 21 faj
- Synodontinae
  - Synodus Scopoli, 1777 - 44 faj; típusnem
  - †Argillichthys - 1 faj
    - †Argillichthys toombsi Casier 1966 - kora eocén